# Русов, Алексей Александрович
Алексей Александрович Русов (1952—2000) — советский милиционер, участник захвата банды братьев Толстопятовых.

## Биография
Родился 25 февраля 1952 года в Чертковском районе Ростовской области.
По окончании школы, получив профессию токаря, устроился работать на одном из заводов в Новочеркасске.
Служил в пограничных войсках КГБ СССР. Отличился при охране Государственной границы СССР, за что получил благодарность командования.
После службы в армии пошел работать в МВД СССР. В начале 1970-х годов приказом МВД в крупных городах были образованы подвижные милицейские группы, которые должны были срочно выезжать по заявкам о совершенных преступлениях. Младший сержант Русов был милиционером-водителем ПМГ-16 ОВД Октябрьского райисполкома.
Младший сержант милиции Алексей Русов был непосредственным участником захвата банды братьев Толстопятовых в июне 1973 года. Все милиционеры, участвовавшие в задержании бандитов, а также милицейское начальство — отправились в Москву на прием к министру внутренних дел СССР генерал-полковнику Н. А. Щелокову. Николаю Анисимовичу пришелся по душе младший сержант Русов и он тут же подписал приказ о присвоении ему офицерского звания. Алексей сразу стал лейтенантом милиции, перешагнув несколько званий. Из рук министра он получил золотой знак «Отличник милиции», денежную премию и ценный подарок — транзисторный радиоприемник «ВЭФ-204», бывший в те годы новинкой. Имя Русова было занесено в Книгу Почета МВД СССР.
Русова приглашали переехать в Москву, у него были хорошие перспективы роста по линии МВД. Но он отказался и остался в Ростове — здесь были его друзья и сослуживцы, а в Ростовском университете училась жена Елена. Русов продолжил службу сначала в уголовном розыске, потом перешел в подразделение по работе с несовершеннолетними. Позже перешел на работу в аппарат УВД Ростова. Оттуда перевелся в областное управление исполнения наказаний.
В апреле 1986 года Русов был направлен в Киев на курсы повышения квалификации работников МВД. После аварии на Чернобыльской АЭС весь личный состав курсов подняли по тревоге и направили в 30-километровую зону вокруг аварийного реактора.
Вернувшись из Чернобыля, Алексей Русов сразу ощутил проблемы со здоровьем. По выслуге лет уволился из органов юстиции, поступил на работу начальником службы безопасности в одной из ростовских фирм.
Умер 11 мая 2000 года, похоронен в Ростове-на-Дону.

## Награды
- Награждён орденом Красного Знамени за задержание банды Толстопятовых.[5]

## Память
- Именем Алексея Русова названа одна из улиц Ростова-на-Дону.[6]